# Distretto di Shangzhou
Il distretto di Shangzhou (商州区S, Shāngzhōu XiànP) è una contea della Cina, situato nella provincia dello Shaanxi e amministrato dalla prefettura di Shangluo. 
Al 2018 il distretto contava 540.500 abitanti.